# Lau Mil
Lau Mil is een bestuurslaag in het regentschap Dairi van de provincie Noord-Sumatra, Indonesië. Lau Mil telt 2013 inwoners (volkstelling 2010).